# ポッキー (ゲーム実況者)
ポッキー（1998年1月27日‐）は、YouTubeにゲーム実況動画を投稿している日本のゲーム実況者である。ホラーゲームや日本国外のインディーズゲームを中心に実況動画を投稿している。2011年からYouTubeでの活動を始め、2013年に開設したメインチャンネルの登録者数は350万人を超える。2014年から2020年まではUUUMに所属していた。血液型はO型。

## 来歴
8歳頃から父が持っていた『ミッキーのマジカルアドベンチャー』を初めてプレイして以降、『クールボーダーズ』などのゲームをプレイしていた。小学6年生の時に初めて自身のゲーム機ゲームボーイアドバンスSPを買ってもらい、『マリオvs.ドンキーコング』に熱中した。友達や妹と『マリオパーティ』や『大乱闘スマッシュブラザーズ』、『モンスターハンターポータブル3rd』など複数人でプレイするゲームも遊んでいた。父が持っていたパソコンも幼い頃から使っており、中学入学頃には初めて自分用のパソコンを購入した。
『モンスターハンターフロンティアオンライン』のゆっくり実況動画などを見て真似したいと思い、2011年からYouTubeにて実況動画の投稿を始めた。現在のメインのYouTubeチャンネル「ポッキー」は2013年7月に開設。高校卒業後、専業YouTuberとして活動している。メインのチャンネルの登録者数は、2016年9月18日に100万人を超え、その後2018年7月18日に200万人、2021年2月6日には300万人を突破した。
2019年8月1日からはじめしゃちょーとのコラボカフェ「はじメーノ×Pokioo presents Island Cafe～はじをとぽきをの夏休み～」を東京スカイツリーとサンシャインサカエで開催し、開催初日に東京ではじめしゃちょーとともにポッキーも店頭に立った。同月10日にはニッポン放送『オールナイトニッポン0』でメインパーソナリティを担当した。
2020年12月に2014年から所属していたUUUMを半年前に退所したことを自身のYouTubeチャンネル上の動画で報告した。退所した理由について、「シンプルに、自分流に今後はやっていきたい」と述べ、YouTuberとしての活動やグッズ販売等の活動は継続すると語った。
2022年3月に公開した動画で一緒にグループとして活動する男性のゲーム実況者を募集し、2022年7月30日に ネフライトや水溜りボンドのカンタを含めたZ世代から人気の高い10人の男性グループ「ぽみそしる」を結成した。
2022年10月8日から日本科学未来館で開催された、公的ミュージアムで開かれたYouTuberにスポットを当てた初めての大型展覧会「動画クリエイター展」で、はじめしゃちょーやフィッシャーズを含む9組の参加クリエイターの1人として紹介され、この展覧会のための動画も作成した。
2023年7月22日にメインチャンネル開設10周年を迎え、10周年記念の大規模有観客イベント「ぽきゅるて！～もう10周年って怖くて笑う～」を2024年2月12日に東京ドームシティホールで開催することを発表した。

## 動画投稿
海外のYouTuberを参考に、日本のゲーム実況者がプレイすることの少ない海外製のゲームや、動画1本で完結する、クリアまでが早いゲームを中心に実況動画を投稿している。動画は日中に撮影し、その日の夜に投稿している。投稿するゲームのジャンルはホラーゲームが多い。目標とするYouTuberとしてピューディパイを挙げており、インディーゲームにはピューディパイの動画を見て興味を持ち、熱心にプレイするようになった。2022、2023、2024年には東京ゲームショウにおいてインディーゲーム公式アンバサダーに就任し、東京ゲームショウに出展されたインディーゲームを紹介する配信番組に出演した。
ゲーム実況動画以外にも、実写動画や料理動画、ラジオ動画の投稿や生放送も行っている。
『ウォーキング・デッド サバイバルへの道』や『エイリアンのたまご』などのゲームアプリや、マンガアプリ「マンガUP!」やタカノフーズ「すごい納豆」などとのタイアップ動画も投稿している。

## 書籍
- 『エンディングにはまだはやい』KADOKAWA、2023年1月27日。ISBN 9784048969994。[28]

## イベント
- ポッキー FAN MEETING ～ポッキーの大冒険～ - 2017年3月12日[29]
- 楽天学割Presents! ぽきみやシークレットイベント - 2017年9月16日[30]
- Pokioo限定イベント「ポッキーの大冒険　～誕生日、ぼっちだからバイトしてみます。～」 - 2018年1月27日[31]
- ポキプラネット（PokiPlanet）
  - 東京公演 - 2018年5月12日[32]
  - 大阪公演 - 2019年3月23日[33]
  - 仙台公演 - 2019年9月23日[34]
- クリスマスはみんなと一緒!!みんなにプレゼントを渡します!!@渋谷 - 2018年12月23日[35]
- PhotoBooklet Tour 2019 ～ポッキーが全国のPokiooに会いに行く！～
  - in大阪 - 2019年3月24日[36]
  - in横浜 ～Pokioo2周年記念ミニイベント「ポッキー×クッキー×デコレーション」～ - 2019年5月11日[37]
  - in札幌 - 2019年7月7日[38]
  - in仙台 - 2019年9月22日[39]
  - in福岡 - 2019年11月16日[40]
  - in名古屋 - 2020年2月9日[41]
- YouTube Crosszone 2022 冬 - 2022年12月28日[42]
- YouTube Fanfest Japan 2023 - 2023年12月13日[43]

## 番組出演

### テレビ番組
- TOKYO MX 「動画投稿で生きていく ～クリエイターの新しいかたち～」 - 2018年12月29日[44]

### ラジオ番組
- ポッキーのオールナイトニッポン0（ZERO）- 2019年8月10日[16]